# Le Train de Venise
Le Train de Venise est un roman de l'écrivain belge Georges Simenon publié en 1965 aux Presses de la Cité.
Simenon achève l'écriture de son roman le 3 juin 1965 à Épalinges (canton de Vaud), en Suisse.

## Résumé
Au retour des vacances, Justin Calmar prend seul le train de Venise à Paris ; sa femme et ses enfants rentreront quelques jours plus tard. Dans son compartiment, un étranger parvient habilement à obtenir toutes sortes de renseignements sur son compte. Calmar a honte de sa complaisance, mais cela ne l'empêche pas d'accepter la mission que lui confie l'inconnu : à Lausanne, où Calmar a deux heures d'attente avant sa correspondance, retirer une petite valise à la consigne de la gare et la porter dans une rue proche, chez une certaine Arlette Staub. L'étranger, qui doit poursuivre son voyage jusqu'à Genève, sort du compartiment à un moment donné et ne reparaît plus.
Troublé, Calmar se rend néanmoins chez Arlette Staub, mais c'est pour y découvrir le corps d'une jeune femme assassinée. Il s'enfuit, rentre chez lui à Paris avec la valise et constate qu'elle contient une fortune en argent américain et anglais. 
Commence alors le supplice de l'honnête Justin Calmar. Que faire ? La police ? On ne le croirait pas : son histoire est invraisemblable. Garder l'argent ? Mais où ? Après des hésitations, les consignes de gare lui paraissent un lieu plus sûr que son appartement pour déposer la mallette qui a remplacé la valise trop compromettante. Seulement, il faut la déplacer et aller régulièrement d'une gare à l'autre. Cependant, la lecture de « La tribune de Lausanne » le renseigne sur l'enquête ouverte après la mort d'Arlette Staub. N'est-il pas menacé ? À son travail comme chez lui, on s'inquiète de sa mauvaise mine. Il se sent prisonnier des mensonges qui lui servent à justifier certaines dépenses inhabituelles. Calmar découvre ainsi qu'il n'a jamais eu de vie vraiment personnelle puisqu'il dépend des autres plus que de lui-même. 
Or, voici qu'il en a une, grâce à cette mallette qui lui est devenue une corne d'abondance. Les cadeaux offerts à sa femme et à ses enfants sont expliqués par de prétendus gains au tiercé. Mais, au milieu de sa solitude de plus en plus pénible, personne ne peut le comprendre... Et pourtant, si, quelqu'un le peut : une collègue de bureau, la laide Mme Denave qui l'a rencontré un jour à la consigne de la gare de l'Est, alors qu'il changeait sa mallette. Elle croit avoir deviné qu'il a des besoins d'argent et elle voudrait l'aider : elle s'offre à lui, corps et âme. Cela se passe dans le bureau, un samedi après-midi. Calmar se laisse posséder plus qu'il ne possède cette femme qu'il ne désire pas. Et lorsqu'il se relève, c'est pour constater que son patron, que l'on croyait éloigné de Paris, a été le témoin de cette scène grotesque. Alors, Calmar, honteux et désespéré, à demi inconscient, se jette par la fenêtre.

## Aspects particuliers du roman
Le récit suit un processus psychologique qui analyse l’inquiétude croissante du héros, à travers des monologues intérieurs, souvent traités en style indirect libre.

## Fiche signalétique de l'ouvrage

### Cadre spatio-temporel

#### Espace
Le parcours en train Venise-Lausanne-Paris. 

#### Temps
Époque contemporaine.

### Les personnages

#### Personnage principal
Justin Calmar. Ancien professeur de langues dans un lycée, cadre dirigeant dans une entreprise. Marié, deux enfants. La quarantaine.

#### Autres personnages
- L’inconnu du train : un étranger, slave sans doute, d’âge mûr
- Dominique, épouse de Justin Calmar
- Mlle Denave, secrétaire, 32 ans.

## Éditions
- Prépublication en feuilleton dans le mensuel La Revue de Paris, n° 10-12, d'octobre, novembre et décembre 1965
- Édition originale : Presses de la Cité, 1965
- Tout Simenon, tome 12, Omnibus, 2003  (ISBN 978-2-258-06053-1)
- Livre de Poche, n° 32148, 2011  (ISBN 978-2-253-15846-2)
- Romans durs, tome 11, Omnibus, 2013  (ISBN 978-2-258-09398-0)
- Romans durs, tome 11, Omnibus, 2023  (ISBN 978-2-258-20268-9)

## Adaptations
- Sous le titre Le Train de Vienne, téléfilm réalisé par Caroline Huppert, avec Roland Blanche (Vincent), Thérèse Liotard (Suzanne), Christophe Odent (Fabrice), Jean-Yves Berteloot (Camille Lemoine), François Morel, diffusé en 1989.

## Source
- Maurice Piron, Michel Lemoine, L'Univers de Simenon, guide des romans et nouvelles (1931-1972) de Georges Simenon, Presses de la Cité, 1983, p. 226-227  (ISBN 978-2-258-01152-6)